# Ceratogyrus
Ceratogyrus is een geslacht van spinnen uit de familie vogelspinnen (Theraphosidae). Soorten van dit geslacht onderscheiden zich door een hoorn op de thorax (borststuk) waar veel andere vogelspinsoorten een groef hebben. Hierin slaan ze voedsel op om zo de droge periodes te overleven. Deze agressieve vogelspinnen graven diepe holen in droge gebieden van het zuiden van Afrika.

## Soorten
De volgende soorten zijn bij het geslacht ingedeeld:
- Ceratogyrus attonitifer Engelbrecht, 2019
- Ceratogyrus brachycephalus Hewitt, 1919
- Ceratogyrus darlingi Pocock, 1897
- Ceratogyrus dolichocephalus Hewitt, 1919
- Ceratogyrus hillyardi (Smith, 1990)
- Ceratogyrus marshalli Pocock, 1897
- Ceratogyrus meridionalis (Hirst, 1907)
- Ceratogyrus paulseni Gallon, 2005
- Ceratogyrus pillansi (Purcell, 1902)
- Ceratogyrus sanderi Strand, 1906